# 마츠토야 마사타카
마쓰토야 마사타카(일본어: 松任谷正隆, 1951년 11월 19일 ~ )는 일본의 남성 음반기획자, 작곡가, 음반 프로듀서, 기획사 사장, 자동차 평론가이다. 도쿄도에서 태어났다. 게이오기주쿠 고등학교와 게이오기주쿠 대학 문학부를 졸업했다. 별명은 ‘만타’(マンタ) 등이다.

## 약력
- 1973년에 호소노 하루오미, 스즈키 시게루, 하야시 다쓰오와 함께 ‘캬라멜 마마’(キャラメル・ママ)를 결성. 이후 이 멤버를 중심으로 뉴욕 맨하탄 28번가의 지명을 따 만든 음악 그룹, ‘틴 팬 앨리’로 변화한다.
- 1976년 11월 29일에 아라이 유미와 결혼, 아라이 유미는 마쓰토야 유미가 된다.
- 1982년 FNS가요제에서 최우수편곡상을 수상.
- 1986년 음악학교 ‘마이카 뮤직 연구실’(マイカ・ミュージック・ラボラトリー)를 열고, 교장이 된다.
- 1987년 마쓰토야 유미의 콘서트 투어 ‘DIAMOND DUST’의 연출을 맡는다.
- 2004년 NHK 홍백가합전에서 유즈의 게스트 연주자(피아노)로 출연한다.
- 2005년 제34회 베스트드레서상(학술·문화 부문) 수상.
- 자타가 공인하는 자동차 매니아로, 특히 푸조 등의 프랑스 차를 좋아한다. 과거에는 랜드로버사의 레인지 로버를 가지고 있었으며, 지금은 같은 회사의 디펜더, 푸조 106 등의 자동차를 몇대나 가지고 있다. 1984년 10월부터는 테레비아사히계열의 ‘CAR GRAPHIC TV’의 진행자를 맡기도 했으며, ‘일본 CAR OF THE YEAR’의 선고위원도 맡고 있다. 또한 일본자동차저널리스트협회의 회원이기도 하다. ‘마쓰토야 마사타카가 가지고 있던’ 차를 갖는 것이 중고차주의 약간의 명예로운 일처럼 여겨지고 있다.
- 게이오기주쿠의 응원가는 마쓰토야 마사타카가 곡을 만들고, 마쓰모토 다카시가 노랫말을 썼다.
- 니카전회화부문 회원·회우인 마쓰토야 쿠니코·마쓰토야 지즈루 자매는 종형제이다.
- FM토쿄의 마쓰토야 다마코도 친족.
- 아이코의 팬이다. 이전에는 사회를 맡았던 ‘FUN’에서 〈장수풍뎅이〉를 절찬. 아이코를 초대한 회에서는 "그 앨범이 갖고 싶어 사러 갔다."라고 고백. 스스로 국내의 음반을 산 것은 학생시절에 산 〈돌아온 주정뱅이〉(帰ってきたヨッパライ) 이후 처음인 것같다.